# ジョージ・バンクロフト (原子力潜水艦)
|          |                                          |
| 艦歴     |                                          |
| 発注:    | 1962年11月1日                            |
| 起工:    | 1963年8月24日                            |
| 進水:    | 1965年3月20日                            |
| 就役:    | 1966年1月22日                            |
| 退役:    | 1993年9月21日                            |
| その後:  | 原子力艦再利用プログラム                 |
| 除籍:    | 1993年9月21日                            |
| 性能諸元 |                                          |
| 排水量:  |                                          |
| 全長:    | 425 ft (129.5 m)                         |
| 全幅:    |                                          |
| 吃水:    |                                          |
| 機関:    | S5W型原子炉                              |
| 最大速:  |                                          |
| 兵員:    |                                          |
| 兵装:    | ミサイル発射管16門 21インチ魚雷発射管4門 |

ジョージ・バンクロフト(USS George Bancroft, SSBN-643)は、アメリカ海軍の原子力潜水艦。ベンジャミン・フランクリン級原子力潜水艦の4番艦。艦名はアメリカ海軍兵学校の創設者でもあるジョージ・バンクロフト海軍長官に因む。彼の名にちなむ艦としては、ベンソン級駆逐艦11番艦バンクロフト(DD-598)以来4隻目で、初めてフルネームとなった。

## 艦歴

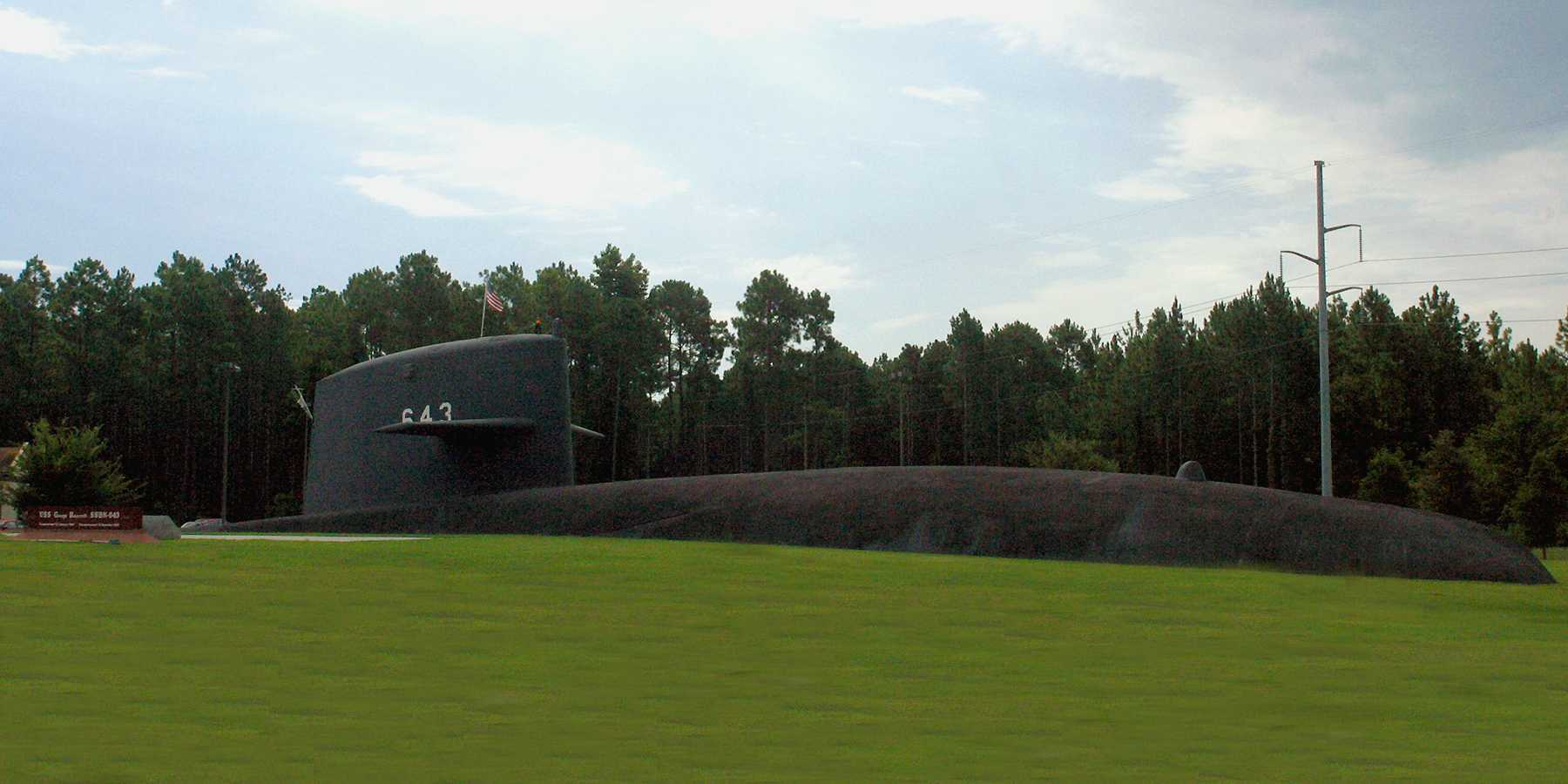
キングズベイ基地に展示されるジョージ・バンクロフトのセイル

ジョージ・バンクロフトの建造は1962年11月1日にコネチカット州グロトンのジェネラル・ダイナミクス、エレクトリック・ボート社に発注され、1963年8月24日に起工した。1965年3月20日にアニタ・アーヴィン夫人によって進水し、1966年1月22日にブルー班艦長ジョセフ・ウィリアムズ大佐およびゴールド班艦長ウォルター・M・ダグラス中佐の指揮下就役した。
ジョージ・バンクロフトは1993年9月21日に退役、同日除籍された。その後ワシントン州ブレマートンで原子力艦再利用プログラムに従って解体され、作業は1998年3月30日に完了した。